# Епитафио (Беневенто)
Епитафио је насеље у Италији у округу Беневенто, региону Кампанија.
Према процени из 2011. у насељу је живело 183 становника. Насеље се налази на надморској висини од 162 м.